# Harrison County (Indiana)
Harrison County ist ein County im Bundesstaat Indiana der Vereinigten Staaten. Der Verwaltungssitz (County Seat) ist Corydon, das bis 1825 Hauptstadt von Indiana war.

## Geographie
Das County liegt im Süden von Indiana, grenzt an Kentucky und hat eine Fläche von 1261 Quadratkilometern, wovon vier Quadratkilometer Wasserfläche sind. Es grenzt im Uhrzeigersinn an folgende Countys: Washington County, Floyd County, in Kentucky: Jefferson County, Hardin County und Meade County, Crawford County.

## Geschichte
Harrison County wurde am 11. Oktober 1808 aus Teilen des Clark County und des Knox County gebildet. Benannt wurde es nach William Henry Harrison, einem General und erstem Gouverneur des Indiana Territoriums.
Im County fand während des Sezessionskriegs am 9. Juli 1863 die Schlacht von Corydon statt.
7 Bauwerke und Stätten des Countys sind im National Register of Historic Places eingetragen (Stand 2. September 2017).

## Demografische Daten

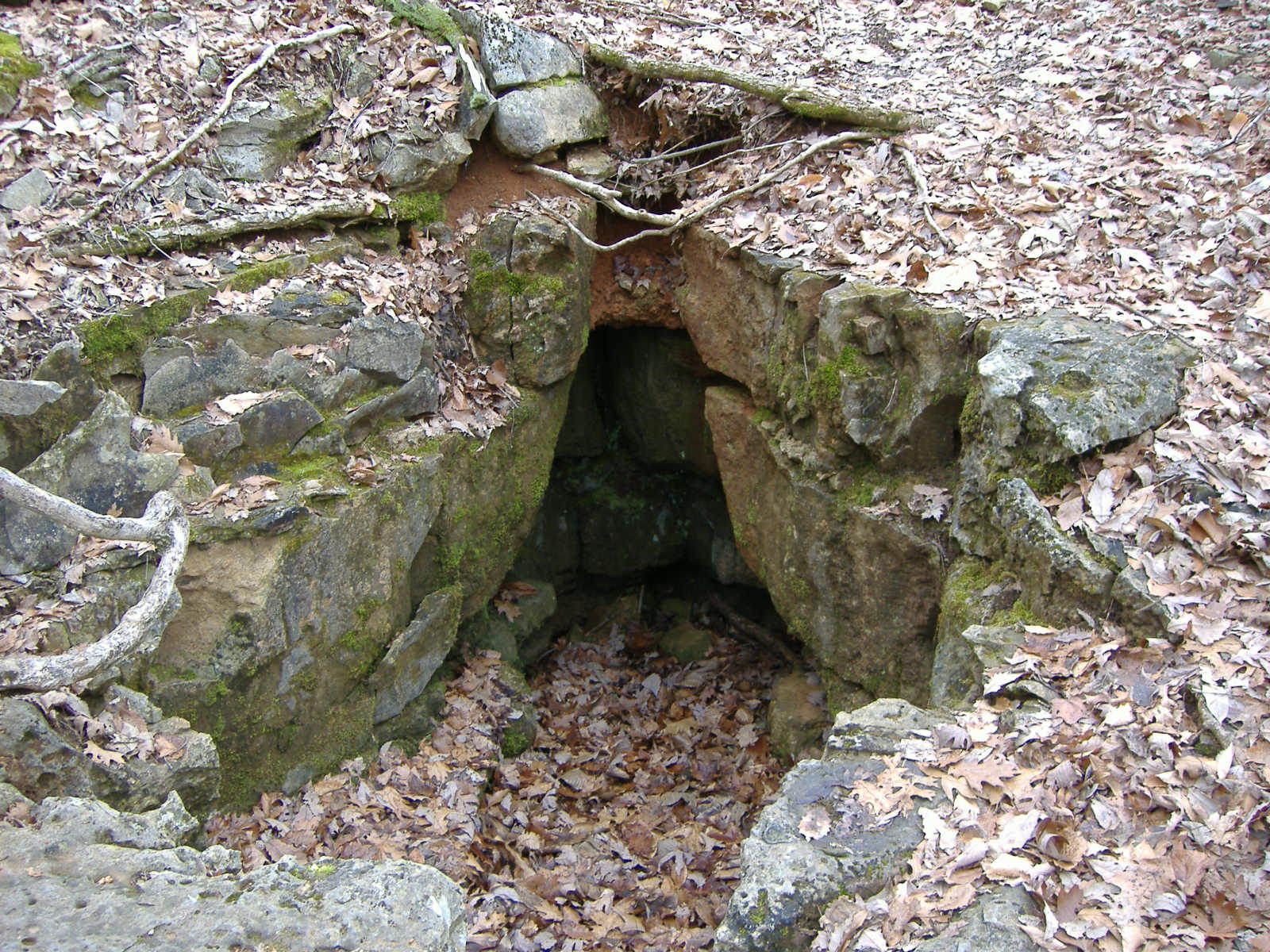
Teil der Squire Boone Caverns

Nach der Volkszählung im Jahr 2000 lebten im Harrison County 34.325 Menschen in 12.917 Haushalten und 9.713 Familien. Die Bevölkerungsdichte betrug 27 Einwohner pro Quadratkilometer. Ethnisch betrachtet setzte sich die Bevölkerung zusammen aus 98,38 Prozent Weißen, 0,37 Prozent Afroamerikanern, 0,28 Prozent amerikanischen Ureinwohnern, 0,21 Prozent Asiaten, 0,01 Prozent Bewohnern aus dem pazifischen Inselraum und 0,18 Prozent aus anderen ethnischen Gruppen; 0,57 Prozent stammten von zwei oder mehr Ethnien ab. 0,96 Prozent der Bevölkerung waren spanischer oder lateinamerikanischer Abstammung.
Von den 12.917 Haushalten hatten 36,0 Prozent Kinder unter 18 Jahre, die mit ihnen im Haushalt lebten. 62,4 Prozent waren verheiratete, zusammenlebende Paare, 8,8 Prozent waren allein erziehende Mütter und 24,8 Prozent waren keine Familien. 20,7 Prozent waren Singlehaushalte und in 8,4 Prozent lebten Menschen mit 65 Jahren oder darüber. Die Durchschnittshaushaltsgröße betrug 2,63 und die durchschnittliche Familiengröße lag bei 3,04 Personen.
25,9 Prozent der Bevölkerung waren unter 18 Jahre alt, 8,7 Prozent zwischen 18 und 24, 30,2 Prozent zwischen 25 und 44 Jahre. 23,7 Prozent zwischen 45 und 64 und 11,4 Prozent waren 65 Jahre alt oder älter. Das Durchschnittsalter betrug 37 Jahre. Auf 100 weibliche Personen kamen 99,3 männliche Personen. Auf 100 Frauen im Alter von 18 Jahren und darüber kamen 97,2 Männer.
Das jährliche Durchschnittseinkommen eines Haushalts betrug 43.423 USD, das Durchschnittseinkommen der Familien 48.542 USD. Männer hatten ein Durchschnittseinkommen von 33.735 USD, Frauen 24.897 USD. Das Prokopfeinkommen betrug 19.643 USD. 4,9 Prozent der Familien und 6,4 Prozent der Bevölkerung lebten unterhalb der Armutsgrenze.

## Orte im County
- Bradford
- Breckenridge
- Bridgeport
- Buena Vista
- Byrneville
- Central
- Central Barren
- Corydon
- Crandall
- Davidson
- Depauw
- Dixie
- Dogwood
- Elizabeth
- Evans Landing
- Fairdale
- Fishtown
- Frenchtown
- Glidas
- Happy Hollow
- Harrison Grange
- Hillcrest
- Laconia
- Lanesville
- Little Saint Louis
- Locust Point
- Lottick Corner
- Macedonia
- Mauckport
- Milltown
- Moberly
- Mott Station
- New Amsterdam
- New Boston
- New Middletown
- New Salisbury
- Palmyra
- Ramsey
- Rosewood
- Seven Springs
- Sugar Grove
- Titus
- Valley City
- White Cloud

Townships
- Blue River Township
- Boone Township
- Franklin Township
- Harrison Township
- Heth Township
- Jackson Township
- Morgan Township
- Posey Township
- Spencer Township
- Taylor Township
- Washington Township
- Webster Township